# Josef Fendt
Josef Fendt, né le 6 octobre 1947 à Berchtesgaden, est un lugeur ouest-allemand puis dirigeant sportif allemand. Ayant pris part à deux éditions des Jeux olympiques d'hiver, il obtient la médaille d'argent en simple aux Jeux d'Innsbruck en 1976.
À partir de 1985, Fendt a commencé à être actif au sein de la Fédération internationale de luge de course (FIL) en tant que vice-président jusqu'en 1994, lorsqu'il remplace l'ancien président Bert Isatitsch, décédé en février. Il ne quittera ses fonctions que 26 ans plus tard, en 2020.
Sa sœur Andrea Fendt a également participé à des compétitions internationales de luge.

## Palmarès
- Jeux olympiques
  -  Médaille d'argent en luge double aux Jeux olympiques d'hiver de 1976 à Innsbruck
  - Sixième aux Jeux olympiques d'hiver de 1972 à Sapporo

- Championnats du monde de luge
  -  Médaille d'or en luge double en 1970 à Königssee
  -  Médaille d'or en luge double en 1974 à Königssee

- Championnats d'Europe de luge
  -  Médaille d'argent en luge double en 1973 à Königssee